# Chapter 27
Chapter 27 es una película independiente estadounidense estrenada en 2007, dirigida por Jarrett P. Schaefer (que también escribió el guion) y protagonizada por Jared Leto en el papel de Mark David Chapman, asesino del exmiembro del famoso grupo musical The Beatles John Lennon. El filme retrata psicológicamente al asesino y muestra los días previos al asesinato y el presunto colapso mental que lo llevó a cometerlo.
El título del filme —que puede traducirse literalmente al español como Capítulo 27— es una metáfora del que podría haber sido el último capítulo de la novela El guardián entre el centeno de Jerome David Salinger, que tiene veintiséis capítulos y que Chapman citó como fuente de inspiración para cometer el asesinato.
La película se estrenó en el Festival de Cine de Sundance en enero de 2007 y el Festival de Cine de Berlín en febrero. La cinta inicialmente no contó con un distribuidor en Estados Unidos, pero fue recogido por la distribución teatral en Europa, Asia y América del Sur. Su proyección en las salas de cine se dio en marzo de 2008 y su director obtuvo el primer premio en el Festival de Cine de Zúrich en la categoría de directores debutantes. La película fue clasificada R por lenguaje y contenido sexual para algunos.

## Sinopsis
La historia transcurre entre el 6 y el 8 de diciembre de 1980, los tres días previos al asesinato de Lennon, y pretende ser una exploración profunda de la psique de Chapman, sin poner énfasis sustancial sobre el asesinato.
El título Capítulo 27 sugiere una continuación de la novela El guardián entre el centeno, que tiene 26 capítulos y que Chapman llevaba cuando disparó contra Lennon. Chapman fue, al parecer, tratando de modelar su vida como la de Holden Caulfield, el protagonista del libro. 
Según la revista musical británica Mojo (diciembre de 2007) y el semanario en español Proceso, y otras publicaciones de América Latina, el título fue también inspirado por el capítulo 27 del libro de Robert Rosen Nowhere Man: The Final Days of John Lennon. El libro de Rosen explora el significado numerológico del número 27, "el triple 9", una serie de profunda importancia para John Lennon. Lennon estaba obsesionado con la numerología, en particular el Cheiro's Book of Numbers de William John Warner, y el 9 y todos sus múltiplos. Lennon nació 9 de octubre de 1940. Su hijo Sean Lennon nació 9 de octubre de 1975. Su esposa Yoko Ono nació el 18 de febrero de 1933. Su socio en los Beatles, Paul McCartney, nació 18 de junio de 1942. Lennon escribió canciones tales como "Revolution 9", "Number 9th Dream", y "One after 909". Lennon recibió su green card, después de una larga batalla legal, el 27 de julio de 1976. Aunque Lennon fue asesinado en Nueva York alrededor de las 11 horas del 8 de diciembre de 1980, ya era 9 de diciembre en Inglaterra, su país natal. Según Rosen, Chapman tenía como objetivo escribir Capítulo 27 "en la sangre de Lennon".
La trama de la película en sí fue extraída de la biografía de Chapman Let Me Take You Me Down, escrita por Jack Jones (que aparece en los títulos de crédito), que no ahonda en la numerología.

## Reparto
- Jared Leto en el papel de Mark David Chapman.
- Lindsay Lohan en el papel de Jude.
- Judah Friedlander en el papel de Paul.
- Mark Lindsay Chapman en el papel de John Lennon.
- Ursula Abbott en el papel de Jeri.
- Melissa Demyan en el papel de groupie de Lennon.
- Jeane Fournier en el papel de prostituta.
- Molly Griffith en el papel modelo de portada.
- Yuuki Hosokawa en el papel de Sean Lennon.
- Matthew Humphreys en el papel de Frederic Seaman.
- Matthew Nardozzi en el papel de niño pequeño.
- Brian O'Neill en el papel de Patrick.
- Adam Scarimbolo en el papel de empleado de Riley.
- Michael Sirow en el papel de Joseph.

## Críticas recibidas
La película recibió críticas bastante negativas. Según las críticas profesionales, lo único destacable es Jared Leto, que sabe moverse en un guion irregular y varias escenas innecesarias. Rotten Tomatoes informó de que el 18% de las críticas fueron positivas, sobre la base de 16 comentarios. Metacritic informó de que la película tuvo una puntuación media de 32 sobre 100, sobre una base de 19 comentarios.
Sin embargo, la película recibió mucho más atención y exposición que el film presentado en 2006 con un tema similar y de producción británica The Killing of John Lennon. Esta película relata la vida de Chapman tres meses antes y contiene muchas escenas retrospectivas a su vida anterior y su educación, mientras se explora en detalle su enamoramiento con J. D. Salinger y su novela El guardián entre el centeno y los vínculos entre éste y su motivación para matar a Lennon.

## Opinión personal de Sean Lennon
Sean Lennon, hijo de John Lennon, calificó la producción y realización de la película, incluyendo la participación de Lindsay Lohan, como "hortera". Lennon también declaró en The Insider que Lohan había comprendido su opinión y que, a pesar de sus críticas, eran amigos y no había querido herir los sentimientos de ella.

## Recaudación
La recaudación bruta de la película en EE. UU. hasta el 9 de junio de 2008 es de 56 215 dólares, por lo que puede calificarse de gran fracaso económico. El fin de semana de su estreno, obtuvo la media por pantalla más elevada del país, con 13 900 dólares.

### En DVD
La película fue estrenada el 28 de abril de 2008 en el Reino Unido, el 1 de julio en Estados Unidos y el 30 de septiembre en el resto del mundo.

## Banda sonora
Axl Rose, cantante de Guns N' Roses escribió una pista junto al guitarrista de Queen, Brian May, titulada "El guardián entre el centeno", que se supone debe estar basada en el asesinato de John Lennon. Se especuló con que estaría incluida en la banda sonora de Chapter 27, pero no fue así, aunque sí figura en Chinese Democracy, el álbum que la banda publicó en 2008.